# Eriostethus chinensis
Eriostethus chinensis är en stekelart som först beskrevs av He 1985.  Eriostethus chinensis ingår i släktet Eriostethus och familjen brokparasitsteklar. Inga underarter finns listade i Catalogue of Life.